# Alex Stepanek
Alexander Stepanek (* 11. Juli 1963 in München) ist ein ehemaliger deutscher Tennisspieler.

## Karriere
Stepanek wurde 1986 in Braunschweig durch ein 6:1, 6:1, 6:4 über Ivo Werner deutscher Tennismeister. Im vorherigen Verlauf der Deutschen Meisterschaft hatte er unter anderem den an Nummer eins gesetzten Davis-Cup-Spieler Hansjörg Schwaier besiegt. In der Tennis-Bundesliga spielte der 1,80 Meter große Rechtshänder für den Berliner Verein LTIC Rot-Weiß.
Neben der Teilnahme an zahlreichen internationalen Turnieren der Challenger-Serie stand Stepanek 1984 und 1986 im Hauptfeld des ATP-Turniers von München (jeweils Ausscheiden in der ersten Runde). Er erreichte 1986 die zweite Runde des ATP-Turniers von Madrid, stand beim ATP-Turnier von Athen 1986 in der ersten Runde. Im selben Jahr gelang Stepanek der Einzug ins Hauptfeld der French Open, dort verlor er in der ersten Runde gegen den Schweden Kent Carlsson. Im Juli 1986 erreichte Stepanek die zweite Runde des ATP-Turniers von Bordeaux, gewann kurz darauf das Challenger-Turnier in Travemünde und nahm am ATP-Turnier in Kitzbühel teil, bei dem er in der ersten Runde gegen Brad Drewett aus Australien verlor. Weitere Teilnahmen Stepaneks an ATP-Turnieren im Jahr 1986 fanden in Stuttgart und Hamburg statt, wo er jeweils nicht über die erste Runde hinauskam.
In der ATP-Weltrangliste erreichte Stepanek seinen höchsten Platz im Februar 1986 mit dem 133. Rang.

## Erfolge

### Einzel

#### Turniersiege

##### Challenger Tour
| Nr. | Datum         | Turnier    | Belag | Finalgegner    | Ergebnis |
| --- | ------------- | ---------- | ----- | -------------- | -------- |
| 1.  | 20. Juli 1986 | Travemünde | Sand  | Carl Limberger | 6:2, 6:0 |